# Tadeusz Strugała (dyrygent)
Tadeusz Strugała (ur. 10 lutego 1935 w Katowicach) – polski dyrygent.

## Życiorys
Ukończył studia na Wydziale Teorii, Kompozycji i Dyrygentury Państwowej Wyższej Szkoły Muzycznej we Wrocławiu. Studia uzupełniał w Weimarze i Wenecji.
W latach:
1969–1980 szef Filharmonii Wrocławskiej,
1975–1976 szef WOSPRiTV w Katowicach,
1977–1979 i 1984–1986 szef Prezydenckiej Orkiestry Symfonicznej w Ankarze,
1979–1990 zastępca dyrektora artystycznego i stały dyrygent Filharmonii Narodowej w Warszawie,
1981–1986 szef orkiestry Filharmonii Krakowskiej,
1990–1993 dyrektor artystyczny i I dyrygent Polskiej Orkiestry Radiowej w Warszawie,
1994–2001 gościnny dyrygent Praskiej Orkiestry Symfonicznej.
od 1998 jest dyrygentem-rezydentem Festiwalu Chopinowskiego w Gaming (Austria).
Kierował festiwalami:
- Festiwalem Chopinowskim w Dusznikach (1975–1985)
- Wratislavia Cantans (1968–1997)

Wystąpił jako dyrygent w końcowym epizodzie filmu Romana Polańskiego Pianista, dokonał też nagrań ścieżki dźwiękowej (z Orkiestrą Filharmonii Narodowej). 
W roku 1980 dyrygował orkiestrą podczas finałowych przesłuchań na Międzynarodowym Konkursie im Fryderyka Chopina w Warszawie.
Zasiada w jury międzynarodowych konkursów dyrygenckich. 
Zajmował się również pracą pedagogiczną. Przez 20 lat był wykładowcą Akademii Muzycznej we Wrocławiu. Prowadził też klasy mistrzowskie w Hongkongu i Tokio.
Został uhonorowany statuetką Orfeusza i nagrodą Związku Kompozytorów Polskich za wybitne osiągnięcia w dziedzinie wykonawstwa polskiej muzyki współczesnej. Inne prestiżowe wyróżnienia artysty to, m.in. Grand Prix du Disque Ferenc Liszt, otrzymał liczne nagrody i odznaczenia, m.in. Krzyż Komandorski z Gwiazdą Orderu Odrodzenia Polski (2000), złoty medal Gloria Artis (2006), Krzyż Kawalerski Orderu Odrodzenia Polski, Złoty Krzyż Zasługi, Medal 30-lecia Polski Ludowej, Medal Komisji Edukacji Narodowej oraz Odznakę Zasłużony Działacz Kultury. Jest laureatem Kulturpreis Schlesien des Landes Niedersachsen, Nagrody miasta Wrocławia, nagród resortowych II stopnia (1975, 1986) i doktorem honoris causa Akademii Muzycznej im. Karola Lipińskiego we Wrocławiu.
18 grudnia 2011, w ramach Złotych Mikrofonów, otrzymał Diamentową Batutę za „wybitne zasługi dla polskiej i światowej kultury muzycznej, w uznaniu działalności dyrygenckiej o szczególnym znaczeniu dla polskiego życia muzycznego, a także dla uhonorowania związków z Polskim Radiem”. 
W 2023 otrzymał Złotego Fryderyka - nagrodę za całokształt osiągnięć artystycznych.
Kolekcjonuje batuty, a ich kolekcja prezentowana była w Galerii Rzemiosła Artystycznego Muzeum Narodowego w Krakowie.